# روت بيتيا
روت بيتيا فيلا (بالإسبانية: Ruth Beitia Vila، ولدت في 1 أبريل 1979، سانتاندير، إسبانيا) رياضية ألعاب قوى إسبانية، تتخصص في سباق القفز العالي.
حصلت على الميدالية الذهبية في بطولة أوروبا لألعاب القوى عام 2012.

## إنجازاتها

### بطولة العالم لألعاب القوى داخل الصالات
- 2006 موسكو  روسيا: ميدالية برونزية في سباق القفز العالي.
- 2010 الدوحة  قطر:  ميدالية فضية في سباق القفز العالي.

### بطولة أوروبا لألعاب القوى
- 2012 هلسنكي  فنلندا:  ميدالية ذهبية في سباق القفز العالي.

### بطولة أوروبا لألعاب القوى داخل الصالات
- 2005 مدريد  إسبانيا:  ميدالية فضية في سباق القفز العالي.
- 2007 برمينغهام  المملكة المتحدة: ميدالية برونزية في سباق القفز العالي.
- 2009 تورينو  إيطاليا:  ميدالية فضية في سباق القفز العالي.
- 2011 باريس  فرنسا:  ميدالية فضية في سباق القفز العالي.

## وصلات خارجية
- روت بيتيا على موقع الاتحاد الدولي لألعاب القوى (الإنجليزية)
- روت بيتيا على موقع الاتحاد الأوروبي لألعاب القوى (الإنجليزية)
- روت بيتيا على موقع الدوري الماسي (الإنجليزية)
- روت بيتيا على موقع اللجنة الأولمبية الدولية (الإنجليزية)
- روت بيتيا على موقع أوليمبيديا (الإنجليزية)